# Fàysal ibn Abd-al-Aziz
Fàisal ibn Abd-al-Aziz (Riad, 14 d'abril de 1906 - 25 de març de 1975), el nom complet del qual era Fàysal ibn Abd-al-Aziz Al Saüd (àrab: فيصل بن عبدالعزيز آل سعود, Fayṣal b. ʿAbd al-ʿAzīz Āl Saʿūd), va ser rei de l'Aràbia Saudita entre 1964 i 1975.
Se li atribueix el sanejament de l'economia àrab, així com l'aplicació d'una política interna de modernització i reformes, mentre que els seus principals temes de política exterior van ser el panislamisme, l'anticomunisme i l'antisionisme.

## Biografia
Fàisal era el tercer fill del fundador de l'Aràbia Saudita, Abd-al-Aziz ibn Saüd i de Tarfa bint Abdullah bin Abdulateef Al Sheikh, descendent d'Ibn Abd-al-Wahhab, i filla d'un dels principals mestres religiosos i assessors saudites.
Abdelaziz va delegar nombroses responsabilitats en Fàisal durant el seu intent de consolidar el control d'Aràbia. El 1925, Fàisal, al comandament d'un exèrcit de lleial saudita, va aconseguir una victòria decisiva en Hiyaz, per la qual cosa va ser nomenat governador. Després que el nou regne saudita es formalitzés el 1932, Fàisal va rebre el càrrec de Ministre de Relacions Exteriors, càrrec que va seguir mantenint fins a la seva mort, fins i tot durant el seu regnat. Fàisal també va estar al comandament d'una secció de les forces de la República que van participar en la guerra del Iemen, l'Aràbia Saudita de 1934.
En ser nomenat rei el seu germà Saud bin Abdelaziz, Fàisal va ser nomenat primer ministre, dimitint el 1960 per desacords amb la política econòmica de Saud, càrrec al qual va tornar el 1962. Fàisal considerava a Saud un malgastador, que gastava els ingressos del petroli en luxes i capritxos. El 1962 Fàisal va formar un gabinet en absència del rei, que havia anat a l'estranger per rebre tractament mèdic. Va incloure al govern als seus germanastres Fahd de l'Aràbia Saudita i Sultan, excloent als fills de Saud. Va prometre una reforma de deu punts que incloïa la redacció d'una llei bàsica, la supressió de l'esclavitud i l'establiment d'un Poder judicial. Al seu retorn Saud Fàisal va rebutjar el nou acord, però Fàisal va ordenar la mobilització de la Guàrdia Nacional contra el rei. Amb l'arbitratge dels ulemes, i la pressió dels membres de la família reial, Saud va abdicar el 28 de març de 1964. Fàisal va ser nomenat rei. Va abolir el càrrec de primer ministre i, per tant, es va convertir en governant absolut.

## Regnat
Després de la seva coronació, Fàisal encara considerava el restabliment de les finances del país com la seva principal prioritat. Va seguir aplicant una política financera conservadora durant els primers anys del seu regnat, aconseguint finalment el seu objectiu d'equilibrar el pressupost del país ajudat per un augment en la producció de petroli.
També es va embarcar en un projecte de modernització que abastava gran part del regne i en el qual participaven diverses institucions del sector públic. L'apogeu dels seus assoliments en la modernització del regne va ser l'establiment d'un sistema judicial, un projecte executat per l'advocat i jutge internacional Zafer Moussly, exministre sirià de Justícia.
La millora de la situació financera va permetre a Fàisal dur a terme diverses reformes i projectes de modernització. Va establir diverses universitats i va ampliar unes altres, i va enviar un gran nombre d'estudiants a universitats estrangeres, especialment als Estats Units d'Amèrica. Aquests estudiants són els que més tard formarien el nucli de l'administració pública saudita.
Durant el seu regnat es van crear molts dels ministeris del país, organismes governamentals i programes de benestar, i es va realitzar una gran inversió en infraestructures.
Així mateix, va presentar polítiques socials, com els subsidis agrícoles i industrials, que van ser desenvolupades posteriorment pels seus successors, Jalid i Fahd. Fàisal també va organitzar el sistema actual de regions administratives, i va asseure les bases d'un modern sistema de benestar. El 1970, va crear el Ministeri de Justícia i el país va inaugurar el primer "pla quinquennal" per al desenvolupament econòmic.
Les emissions de televisió van començar oficialment el 1965. El 1966, un nebot especialment conservador de Fàisalva atacar la recentment creada seu de la televisió saudita, però va ser detingut i mort pel personal de seguretat. L'atacant era germà del futur assassí de Fàisal, i l'incident és el motiu de l'assassinat més àmpliament acceptat. Malgrat l'oposició dels conservadors saudites a les seves reformes, Fàisalva continuar amb elles, assegurant-se d'ajustar-les a termes islàmics.
En les dècades de 1950 i 1960 es van veure molts cops d'estat a la regió. Fàisal es va comprometre a construir un sofisticat aparell de seguretat i va reprimir amb fermesa la dissidència. Com en tots els assumptes, Fàisal justificava aquestes polítiques en termes islàmics. Al començament del seu regnat, quan s'enfronten per l'exigència d'una constitució escrita per al país, Fàisal va respondre que la nostra constitució és l'Alcorà. El 1969, Faisal va ordenar la detenció de centenars d'oficials de l'exèrcit, entre ells alguns generals, basant-se en un cop militar que s'estava planejant. Les detencions van ser possibles per la denúncia de la CIA, però no és clar si l'amenaça era realment greu.
Va rebre protestes per la prohibició de formar sindicats, però a canvi va ampliar la política laboral proporcionant la màxima seguretat en l'ocupació per a la mà d'obra saudita. Va organitzar també pensions i programes de seguretat social per als treballadors, malgrat les objeccions d'alguns ulemes.

## Relacions exteriors
Fàisal va continuar amb la política d'aliança amb els Estats Units, i va declarar la incompatibilitat entre islamisme i comunisme; relacionant comunisme i sionisme.
Fàisal també va donar suport als moviments monàrquics i conservador al món àrab, i va tractar de contrarestar la influència del socialisme i el nacionalisme a la regió mitjançant la promoció del panislamisme com una alternativa. Para això, va advocar per l'establiment la Lliga Mundial, i va visitar diversos països musulmans per defensar la idea.

## Mort
El 25 de març de 1975, Fàisal va ser assassinat pel seu nebot Fàisal bin Musa'aneu. L'assassinat va ocórrer en un majlis (en àrab, lloc per asseure's) un esdeveniment en el qual el rei o governador obre la seva residència als ciutadans i rep les seves peticions. El motiu al·legat va ser la venjança pel seu germà, que havia mort a les mans de membres de la Força de Defensa de l'Aràbia Saudita mentre participava en una manifestació el 1965. El príncep Fàisal Ibn Musa'aneu va ser capturat immediatament després de l'atac i declarat oficialment boig. Més tard va ser trobat culpable de regicidi, i al juny de 1975 va ser decapitat a la plaça pública de Riad.
Fàisal va ser enterrat a Riad, i va ser succeït pel seu germà de pare, Jalid.

## Distincions honorífiques

### Distincions honorífiques saudites
- Sobirà Gran Maestre (i fundador) de l'Orde del Rei Abdelaziz (20/03/1971).

### Distincions honorífiques estrangeres
- Cavaller Gran Cordó de l'Orde de l'Estel de Jordània (Regne Hachemita de Jordània).
- Cavaller Gran Creu de l'Orde del Mèrit Civil (Estat Español, 01/04/1952).[12]
- Cavaller Gran Collaret de l'Orde del Mèrit Civil (Estat Espanyol, 15/06/1966).[13]
- Real Cadena Victoriana (Regne Unit, 1967).
- Cavaller Gran Cordó de l'Orde al Mèrit de la República Italiana (República Italiana, 08/06/1973).[14]

## = Bibliografia
- Rizk, Yunan Labib, Monarchs in War Arxivat 2012-02-28 a Wayback Machine., Al-Ahram Weekly En línia, n. 681.
- Vassiliev, Alexei, The History of Saudi Aràbia, Ed. Al Saqi Books, 1998.
- Alrasheed M: A History of Saudi Aràbia Ed.Cambridge University Press, 2002.